# WX01UT
WX01UTとは、ウィルコム向けに供給されているユーティースターコムジャパン製の音声用PHS（W-OAM）端末である。

## 概要
UTStarcomが日本向けに発売する初の端末。主に、新ウィルコム定額プランSを利用して音声通話のみを利用するユーザ向けに、通話とライトメールのみに機能を絞った端末という位置づけとなっている。ウィルコムが2008年以降に発売した音声端末としては珍しく、外部接続端子にmicro USBではなくmini USBを採用している。

## 詳細仕様
- アドレス帳：500件（1件につき、3番号まで登録可）
- メール：ライトメール
- ブラウザ：なし
- その他機能：電卓、ボイスレコーダ、世界時計
- 標準セット：本体、バッテリー、ACアダプター、取扱説明書（保証書）

## 沿革
- 2011年8月4日 発表。
- 2011年8月23日 ブラック発売。
- 2011年8月27日 不具合が判明したため、一時販売を停止。
- 2011年10月21日 発売再開。既販売品は、順次良品交換の処置をとる。
- 2011年10月予定→11月11日 レッド発売。